# Brasão de Caicó
O Brasão de Caicó é o símbolo oficial da cidade de Caicó, município do estado do Rio Grande do Norte, Brasil.

## Descrição
Em 1968, ao comemorar o centenário da emancipação política da cidade, a câmara de vereadores de Caicó aprovou o brasão de armas da municipalidade, idealizado por José Augusto da Câmara Torres.
O brasão é formado por um escudo ibérico sem suportes, exibindo no campo central um algodoeiro frondoso sobre um campo azul; O campo superior exibe um faixa vermelha composta por três estrelas brancas de cinco pontas; O campo inferior em verde exibe uma faixa ondeada em branco.
O escudo é encimado por uma coroa mural de prata, de oito torres com portas abertas. Na torre central está localizada uma medalha com fundo azulado representada com uma flor de lis em prata centralizada.
Na parte inferior um listel vermelho, carregado de letras brancas, formando a palavra CAICÓ, ladeadas pelas datas 1748 e 1868.